# 太占
太占，是古代日本(彌生時代)倭人的一種傳統占卜儀式，把動物的肩胛骨放在火上，用裂紋形態判斷吉凶。
用鹿的骨骼進行的占卜稱為鹿占，現在東京都的武藏御嶽神社和群馬縣的貫前神社仍偶有進行。
魏志倭人傳也曾提及倭人此占卜吉凶的儀式。